# Trondheim sentralstasjon
Trondheim sentralstasjon (Trondheim S; deutsch Trondheim Zentralbahnhof) ist der Hauptbahnhof in der norwegischen Stadt Trondheim.

## Geografische Lage

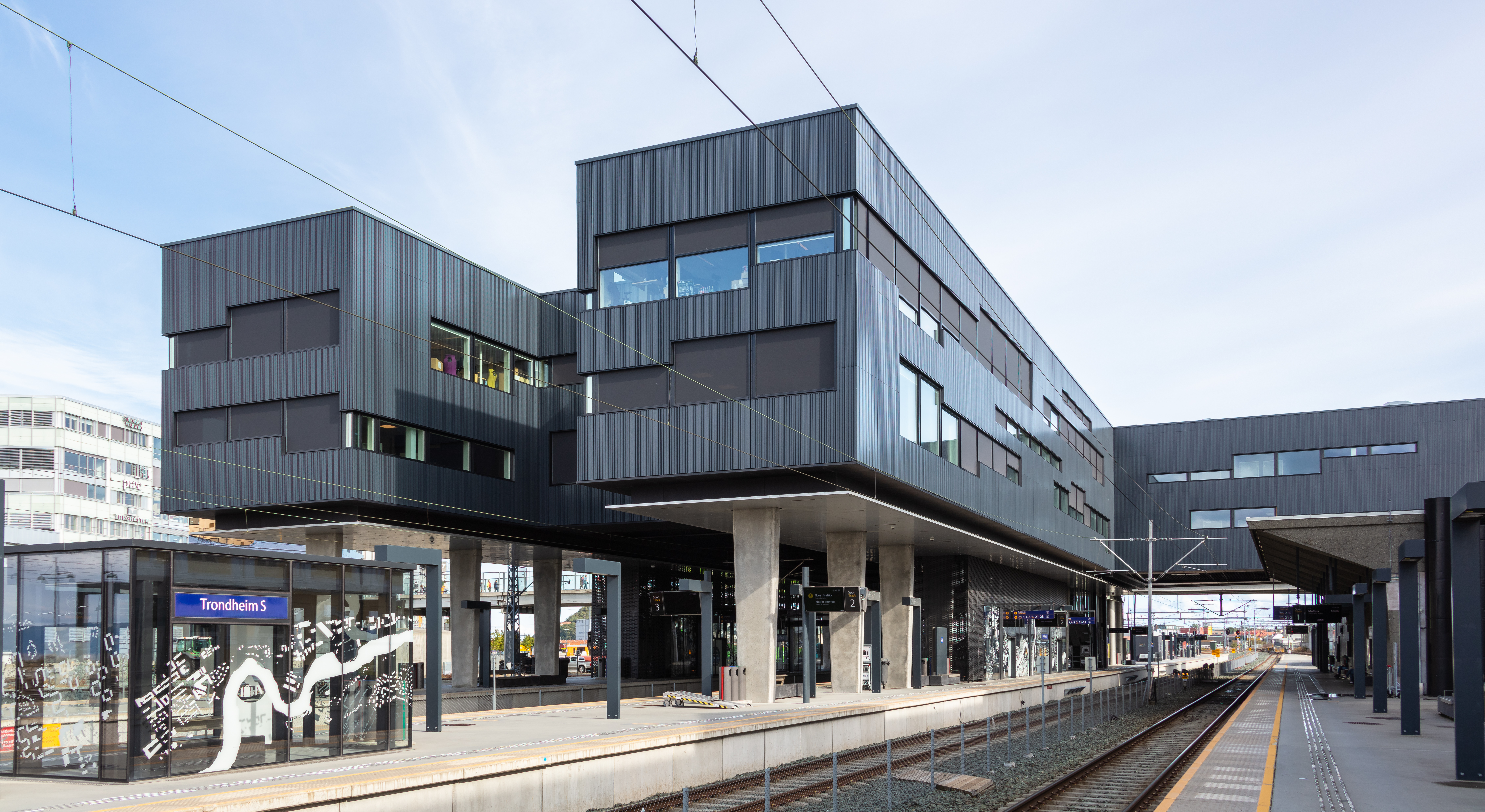
Moderne Überbauten, Gleisseite

Der Bahnhof ist Endbahnhof der Dovrebane und Anfangsbahnhof der Nordlandsbane. Er liegt am nördlichen Rand der Innenstadt auf einem Damm zwischen dem Trondheimsfjord und dem Kanalhafen. Nördlich des Bahnhofs schließt der Güterbahnhof Brattøra an, der mit dem Hafen von Trondheim verbunden ist.
Die Strecke nach Norden entstand als Meråkerbanen nach Östersund in Schweden und teilt die ersten 31 km bis Hell mit der Nordlandsbane nach Bodø. Nach Süden verlässt die Dovrebane Trondheim sentralstasjon. An der dortigen Bahnhofsausfahrt liegt die Skansenbrua (Skansenbrücke). Von der Dovrebane zweigt nach 52 km die Rørosbane nach Hamar ab.
Für den Güterverkehr besteht eine im Süden und Osten von Trondheim verlaufende Umfahrungsstrecke, die Bahnstrecke Stavne–Leangen, so dass dieser nicht durch Trondheim sentralstasjon geführt werden muss. Auf dieser Strecke findet seit 1988 auch Nahverkehr nach Lerkendal statt.

## Geschichte

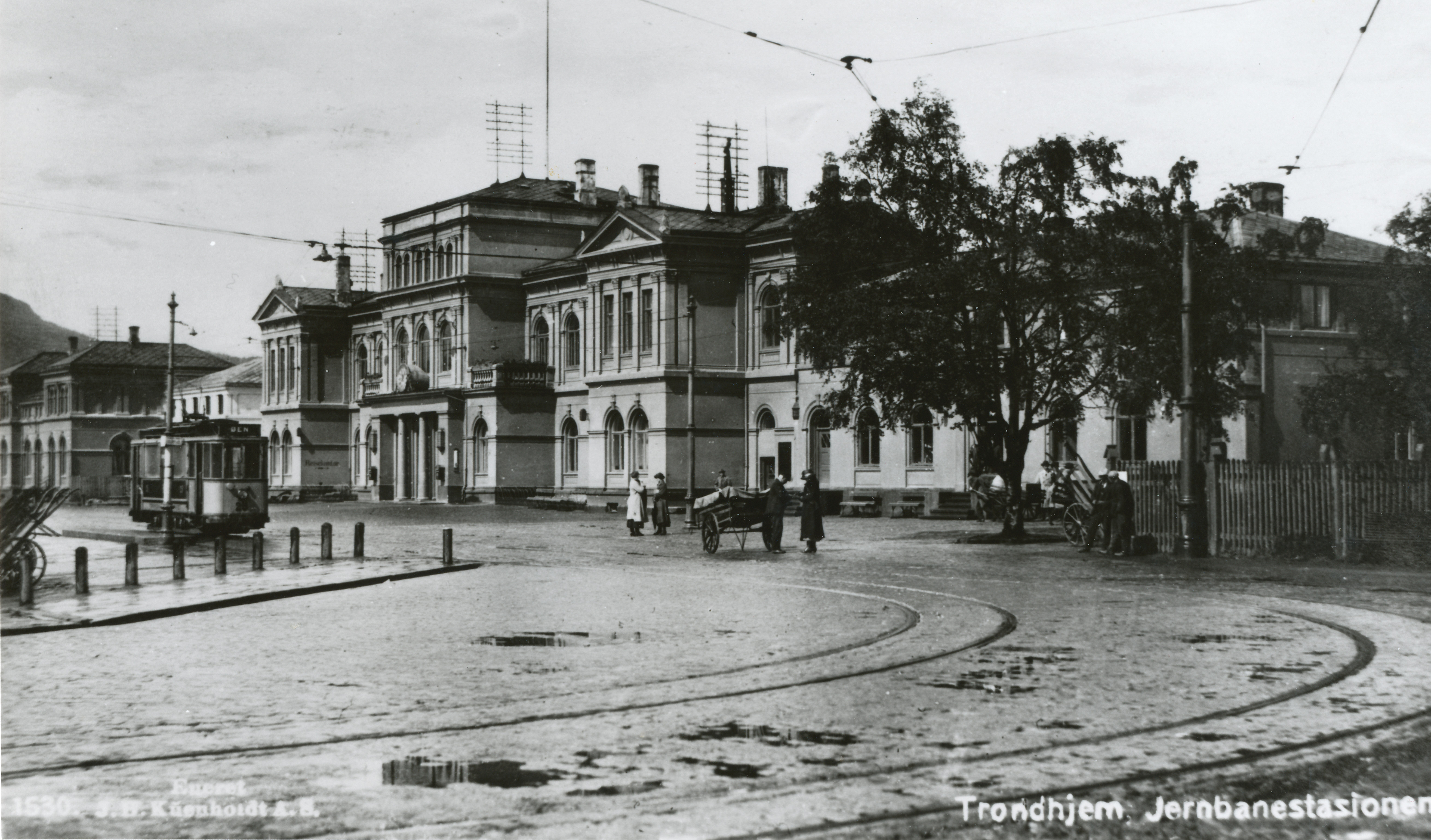
Empfangsgebäude, im Vordergrund die Straßenbahn, noch ohne Wendeschleife, 1927

Der erste Bahnhof der Stadt war der Bahnhof Throndhjem Kalvskinnet, Endstation der damals kapspurigen Rørosbane (damals: Størenbane). Der heutige Zentralbahnhof ging 1881 unter der Bezeichnung Throndhjem (Brattøra) als Endstation der normalspurigen Meråkerbane in Betrieb. Das erste Empfangsgebäude konnte 1883 eröffnet werden. Es stammte ursprünglich von dem Architekten Balthazar Lange und hatte nur zwei Geschosse. In den 1950er Jahren wurde ein weiteres Stockwerk aufgesetzt und dabei auch viel von dem historistischen Dekor beseitigt.
1884 wurde die Størenbane im Stadtgebiet von Trondheim verlegt und ebenfalls in den Bahnhof Throndhjem (Brattøra) eingeführt, der Bahnhof Throndhjem Kalvskinnet aufgegeben. Im Bereich des Bahnhofs Throndhjem (Brattøra) wurden die beiden unterschiedlichen Spurweiten mit Dreischienengleisen zusammengeführt. 1894 wurde der Name des Bahnhofs in Trondhjem geändert.
Im Hinblick auf den Bau der Dovrebane wurde der Bahnhof ab 1913 erweitert. Es dauerte aber – verursacht auch durch den Ersten Weltkrieg – bis 1921, bevor sie durchgehend bis Oslo befahrbar war.
Von 1913 bis 1968 hatte der Bahnhof Anschluss an die Straßenbahn Trondheim, die von 1928 bis 1968 dort über eine Wendeschleife verkehrte.
Vom 1. Januar bis 5. März 1931 trug der Bahnhof kurzzeitig die Bezeichnung Nidaros und wurde anschließend zu Trondheim (ohne jeden Zusatz) umbezeichnet. Seit 1995 verwendete zunächst Norges Statsbaner (NSB) die Bezeichnung mit dem Zusatz Sentralstasjon „(S)“, die auch die Nachfolgeorganisationen beibehielten.
Seit 2012 wurde der Bahnhof um Neubauten und eine Fußgängerbrücke über die Gleisanlagen ergänzt. Ein Neubau für die Verwaltung wurde zu einem erheblichen Teil über den Gleisen errichtet, wodurch der Eindruck einer Bahnhofshalle entstand. Die Arbeiten sollen 2025 abgeschlossen werden. Es entstehen dabei auch ein Parkhaus für Autos und eines für Fahrräder. Der Bahnhofsumbau ist das erste Projekt eines größeren Plans, um Stadtzentrum und Hafen von Trondheim städtebaulich besser zu verbinden.

## Verkehr

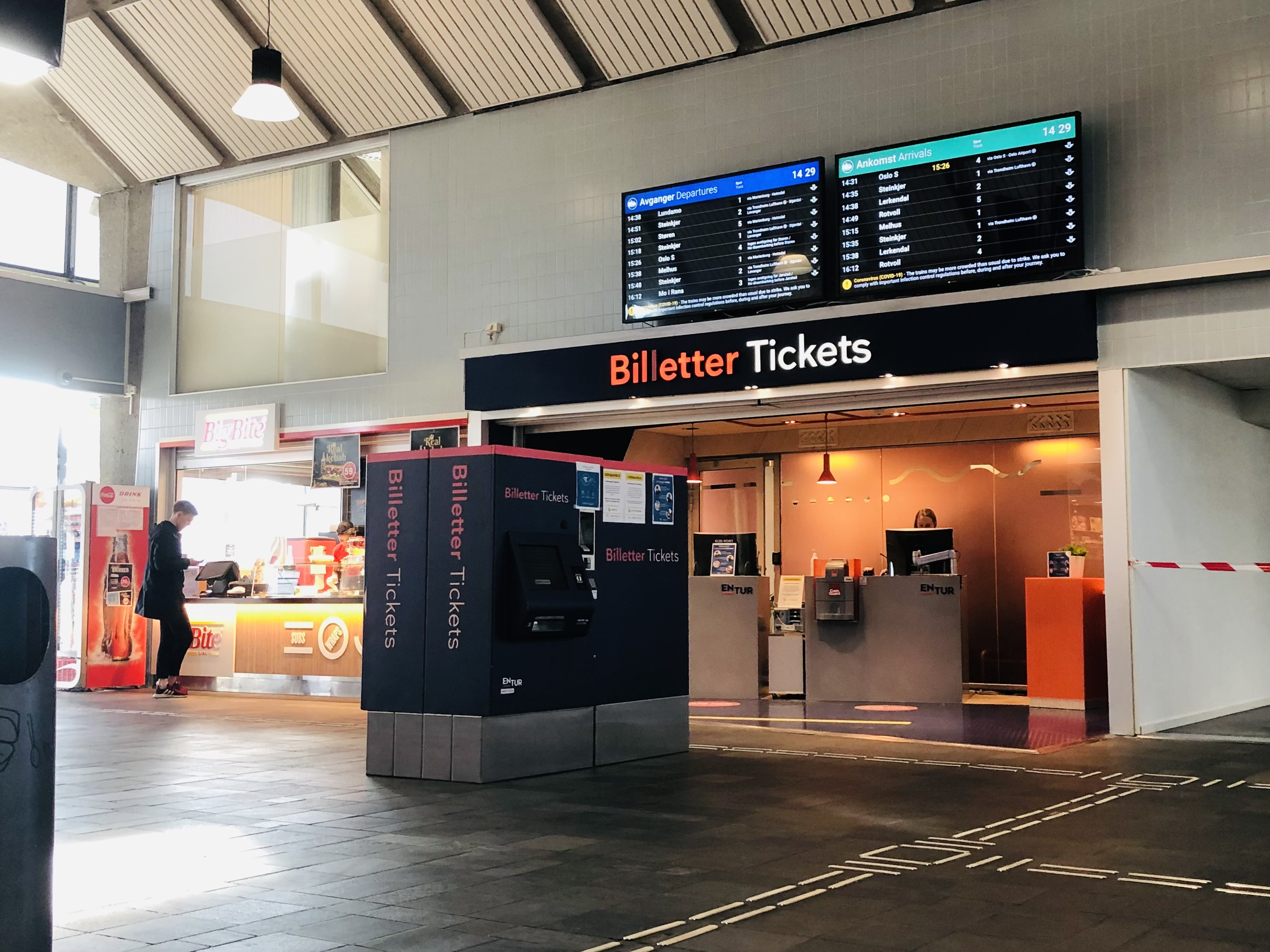
Fahrkartenschalter

SJ Norge bedient heute alle von Trondheim ausgehenden Linien im Personenverkehr. Dazu zählt auch Vorortverkehr für den Großraum Trondheim, einschließlich einer Linie zum Flughafen Trondheim und nach Storlien. Im Fernverkehr bestehen Verbindungen nach Oslo, Bodø, Hamar (über die Rørosbane) und Östersund.
Am Zentralbahnhof liegt auch der zentrale Busbahnhof von Trondheim und im nahen Hafen bestehen Anschlüsse an den Schiffsverkehr.